# Université Casimir-le-Grand de Bydgoszcz

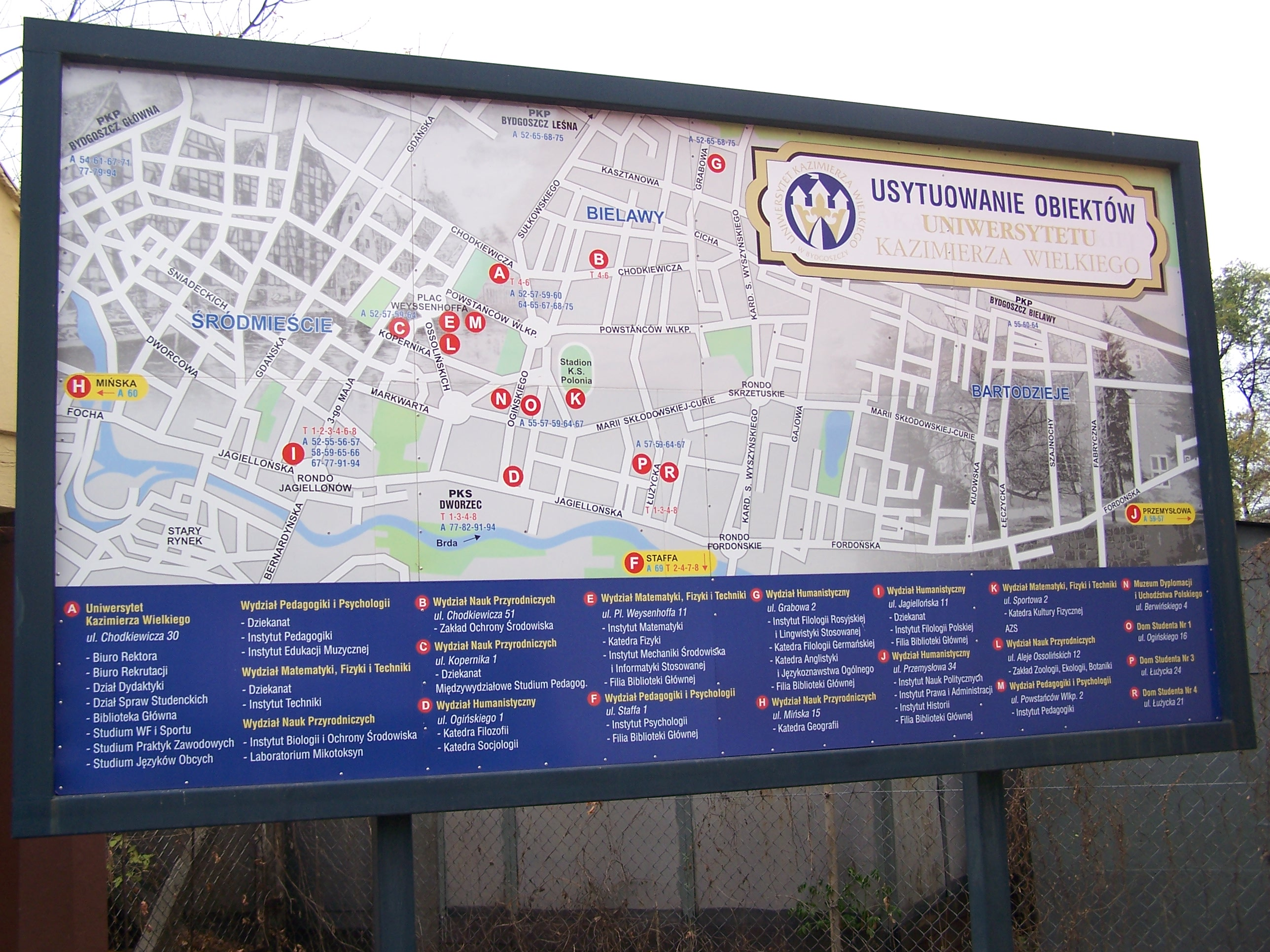
Plan du campus de l'université

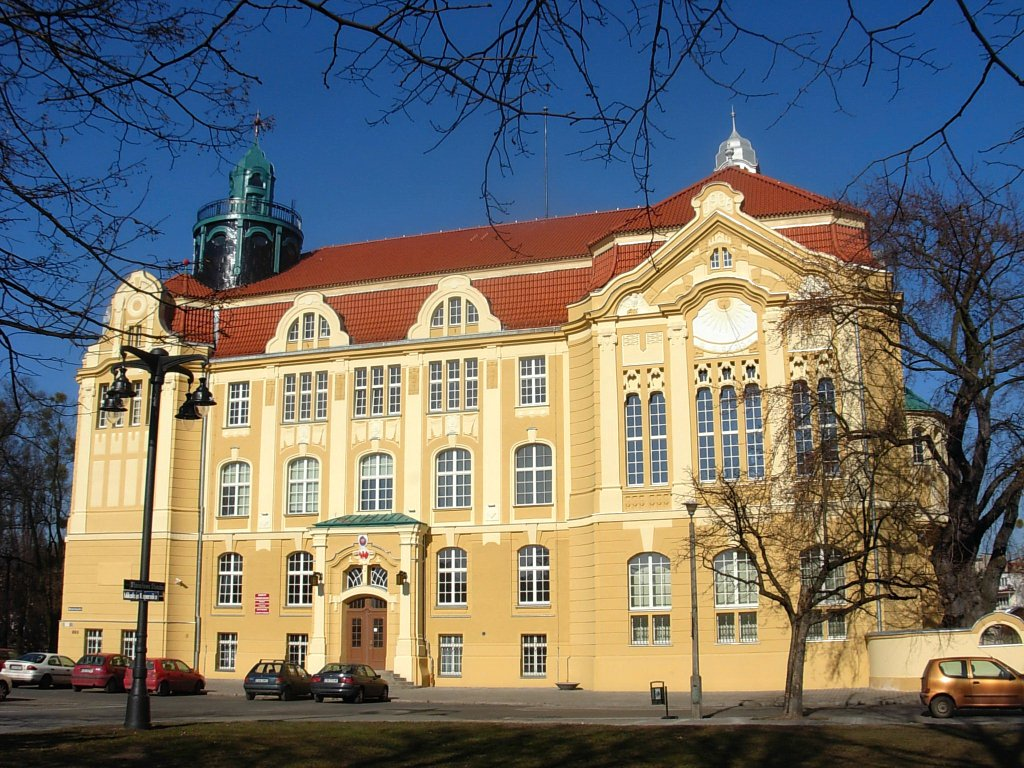
Copernicum

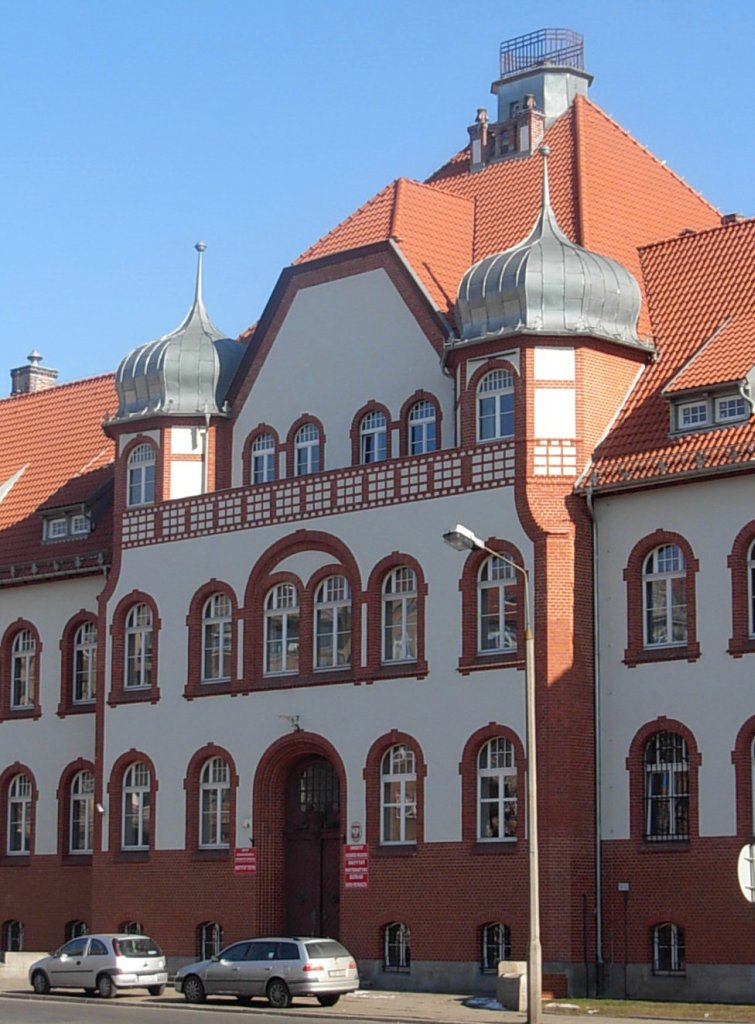
L'institut Rolnicze

L’université Casimir-le-Grand de Bydgoszcz (en polonais : Uniwersytet Kazimierza Wielkiego w Bydgoszczy) est un établissement public d'enseignement supérieur et de recherche de Bydgoszcz (Pologne), qui a le statut d'université depuis 2005.

## Histoire
L'établissement a été créé en 1968. Il a porté plusieurs dénominations correspondant à l'évolution de son statut :
- 1969-1974 : École supérieure de formation des enseignants (Wyższa Szkoła Nauczycielska) avec 3 facultés, sciences humaines, mathématiques et sciences de la nature, pédagogie
- 1974-2000 : École supérieure de pédagogie (Wyższa Szkoła Pedagogiczna)
- 2000-2005 : Académie Casimir-le-Grand de Bydgoszcz (Akademia Bydgoska im. Kazimierza Wielkiego)
- depuis 2005 : Université Casimir-le-Grand (Uniwersytet Kazimierza Wielkiego) créée le 13 mai 2005. Son premier recteur est le professeur Adam Marcinkowski.